# Yamamoto (Miyagi)
Yamamoto (jap. 山元町 Yamamoto-chō) – miasto w Japonii, na wyspie Honsiu, w prefekturze Miyagi. Według danych na rok 2020 miejscowość zamieszkiwało 12 046 mieszkańców , a gęstość zaludnienia wyniosła 186,5 os./km².